# And Also the Trees
And Also the Trees est un groupe de post-punk britannique, originaire d'Inkberrow, dans le Worcestershire, en Angleterre. Il est formé pendant l'été 1979, et connait un certain succès entre 1985 et 1992, notamment en France et en Allemagne. Initialement composé de Simon Huw Jones (chant), de Justin Jones (guitares), de Nick Havas (batterie) et de Graham Havas (basse) - remplacé par Steven Burrows dès l'année 1983 -, le groupe tire son nom de l'un des premiers textes de Simon Huw Jones, « Green is the Sea/And Also the Trees ». And Also The Trees est associé au courant musical post-punk ou cold wave (France).
Si And Also the Trees s'inscrit indubitablement dans cette vague post-punk anglaise, qui le rapproche un temps de groupes comme Wire, Siouxsie and the Banshees, Joy Division ou The Cure, il est tout à fait possible de déceler l'influence de groupes psychédéliques de la fin des années 1960 comme The Doors, Love ou The Velvet Underground (plus particulièrement l'album White Light/White Heat) ou celle d'artistes tels que Scott Walker ou Jacques Brel, par la tension dramatique et théâtrale qui se dégage de la plupart de leurs morceaux, par l'importance que revêt le travail sur les atmosphères ainsi que par le soin apporté aux mélodies. Le son de la guitare de Justin Jones est l'un des éléments distinctifs du groupe. Son jeu atypique évoque le plus souvent celui d'un joueur de mandoline dont le son aurait été amplifié et réverbéré.
C'est étrangement hors du Royaume Uni qu'And Also The Trees concentre le plus grand nombre de ses admirateurs, le public britannique restant de toute évidence dubitatif devant l'imaginaire du groupe et les textes de Simon Huw Jones. Une boutade de John Peel qui les invite à venir enregistrer l'une de ses fameuses Peel Sessions, dès 1984, résume la situation : And Also the Trees serait « trop anglais pour les Anglais ». L'imaginaire d'And Also the Trees est à ses débuts très ancré dans les paysages du Worcestershire et l'histoire du lieu dans lequel ils ont grandi, qu'il s'agisse de la musique, des pochettes des disques ou des textes.
Avec son statut de groupe-culte, And Also The Trees bénéficie d'un regain d'intérêt avec les parutions en 2007 de (Listen for) the Rag and Bone Man, d'un projet acoustique, When the Rains come, en 2009, et de l'album Hunter Not The Hunted, en 2012. Le groupe est loué pour la longévité de sa créativité.
Le groupe fait paraître son quinzième album studio, Mother-of-pearl Moon, en 2024.

## Biographie

### Débuts (1979–1985)
Le groupe est initialement formé de deux fratries : Simon Huw Jones (chant), Justin Jones (guitar), Nick Havas (batterie) et Graham Havas (basse). Les Havas et les Jones habitent le petit village de Inkberrow dans le Worcestershire. Les adolescents décident de s'appeler un temps Control en référence à Complete Control, le single que les Clash ont fait paraître en juillet 1977. Ils optent assez vite pour le titre de l'une de leurs premières chansons, And Also the Trees. L'acte de naissance du groupe est un concert donné le 12 janvier 1980 à Alcester, Warwickshire.
Une première série de chansons est enregistrée dès 1980. On trouve dans ces démos les premières versions de futurs classiques du groupe tels que Wallpaper Dying, Talk Without Words, So This is Silence ou There Were No Bounds. D'autres titres tels que Methuselar Complex, Dreamt ou Natural Forces are Morality, n'ont connu à ce jour aucune sortie officielle.
C'est au cours de cette même année que Graham Havas décide de répondre à une annonce laissée dans la presse anglaise par le groupe The Cure, à la recherche de nouveaux groupes pour assurer ses premières parties. La cassette envoyée par la poste attire l'attention de Robert Smith, qui décide d'embarquer And Also the Trees d'abord pour quelques dates en novembre et en décembre 1980, puis sur les dates anglaises du Faith Tour, en novembre et en décembre 1981. C'est le début d'une longue relation d'amitié entre les deux groupes qui commence alors. Robert Smith et Mike Hedges produisent trois des six titres qui figurent sur la deuxième cassette démo du groupe intitulée From Under the Hill en 1982. Les trois titres sont enregistrés au Playground, le studio que Hedges possède à Camden (Londres), les 19 et le 20 décembre 1981. Impulse of Man, Midnight Garden, The Tease the Tear ou Out of The Moving Life of Circles font leur apparition. Le groupe a déjà à disposition presque toute la matière de son premier album.
Toutefois, l'absence de perspective et le peu de réponse que génère leur musique mettent à rude épreuve le groupe pendant l'année 1983. Après une bagarre survenant dans une salle de concert de Nottingham, appelée The Asylum, Graham Havas quitte de manière fracassante le groupe au mois de mars de la même année. Il est remplacé par Steven Burrows, originaire de Headless Cross, un village situé à une vingtaine de kilomètres d'Inkberrow, et qui connaît les membres du groupe depuis 1976. Steven Burrows jouait dans un groupe appelé Guilt for Dreaming. Ceux-ci avaient assuré quelques premières parties d'And Also The Trees. Il monte sur scène avec eux, le 26 mai 1983 sur une scène de Cumbernauld.
Ils sont finalement repérés par Chris Berry, le fondateur et patron du petit label punk No Future records, basé à Malvern et qui bénéficiait d'un certain rayonnement sur la scène Oï! avec des groupes comme Blitz ou Peter And The Test Tube Babies . Celui-ci avait créé une structure sœur appelée Future qui devait accueillir des groupes dont l'orientation musicale se rapprochait du post-punk émergeant. Son associé, Richard Jones, assiste à l'un des concerts du groupe à Coventry dans un pub intitulé The Dog and Trumpet.
C'est sur Future que paraît Shantell, le premier 45 tours enregistré par And Also The Trees aux studios Cargo, à Rochdale, Manchester en novembre 1983. La production est confiée à Lol Tolhurst. Il contient en face B, le titre Wallpaper Dying. Un accident technique durant l'enregistrement voit Shantell amputée de l'un de ses couplets. Avoisinant initialement les 5 minutes, la version enregistrée du morceau a une durée de 3 min 38 s. Cette version raccourcie demeure la version de référence. John Peel joue les deux faces de ce premier 45 tours dans son émission sur BBC Radio 1. À l'antenne, Peel loue Shantell pour sa « mélodie envoûtante » (a haunting melody).
Le même mois, And Also The Trees s'enferme avec Lol Tolhurst et l'ingénieur du son David Motion aux Southern Studio, le studio légendaire du groupe Crass, situé au nord de Londres. Ils y enregistrent les chansons de leur premier album intitulé And Also The Trees et leur prochain single : The Secret Sea. L'album paraît au mois de février 1984 sur Reflex, label que Chris Berry fonde sur les cendres de Future. A l'exception du premier single des 10,000 Maniacs, ou de l'album The Bushes Scream While My Daddy Prunes de The Very Things, sur lequel joue Steven Burrows, et de quelques autres collaborations ponctuelles (avec The Wild Flowers par exemple) le label se consacrera presque exclusivement à la publication des disques d'And Also the Trees, jusqu'en 1989.
Rétrospectivement, ce premier album apparaît comme d'une certaine diversité de style, notamment sur sa seconde face, avec deux titres arrivés au studio à l'état d'ébauche : Twilight Pool et Shrine. Si Twilight Pool est l'une des rares tentatives du groupe à assimiler des éléments électroniques dans sa musique, Shrine annonce, par quelques notes de guitare acoustique, une sonorité qui deviendra la marque de fabrique du groupe : celle de la mandoline.
The Secret Sea parait deux mois plus tard, accompagné dans sa version maxi de trois titres live enregistrés au Stafford College, lors d'un concert qui s'est tenu le 30 mars 1984. Le single est aussi l'occasion pour And Also The Trees d'entamer sa collaboration avec l'ingénieur du son Richard Waghorn. There Were No Bounds - cette relecture du chapitre 13 de L'Eternité retrouvée, d'Aldous Huxley -, est enregistrée chez lui au Rich Mixture Studio, à Astwood Bank, non loin d'Inkberrow.
C'est à l'occasion de la sortie de The Secret Sea que le groupe est invité par John Peel à venir enregistrer une session, dans les studios de la BBC à Maida Vale, le 7 avril 1984. Réalisée par Dale Griffin, la session est retransmise lors de l'émission du 24 avril 1984, sur BBC Radio 1. Elle contient les titres : There Was A Man Of Double Deed, Wallpaper Dying, Impulse Of Man et The Secret Sea.
Durant le printemps, And Also The Trees accompagne à nouveau The Cure sur sa tournée anglaise accompagnant la sortie de The Top. Cette tournée s'achève par trois dates au Hammersmith Odeon, à Londres, les 8, 9 et 10 mai 1984.
C'est au mois de décembre 1984, lors d'un concert à Malvern, qu'And Also The Trees dévoile pour la première fois A Room Lives in Lucy. La chanson, en partie inspirée par une jeune femme de Bristol avec laquelle Simon Huw Jones a entretenu une relation épistolière, paraît quelques mois plus tard, en février 1985. Le chanteur explique avoir été bouleversé par le contenu de l’une de ces lettres qui contenaient des phrases comme : « Ice lying on the floor in my room and it’s just so good that I must get up off the floor. There are a lot of nice places we can go.. ». Dans un article qui paraît dans Abstract Magazine, il ajoute que l’atmosphère particulière du morceau provient de son désir de s’identifier à elle, et de se glisser dans cet état émotionnel (« A lot of the atmosphere in « A Room Lives in Lucy » comes from me trying to be her, trying to drift into that situation »)
Outre ce morceau qui devient rapidement un passage obligé des prestations scéniques d'And Also The Trees, A Room Lives In Lucy contient l'adaptation d'une comptine, There Was A Man Of Double Deed et le titre Scarlet Arch. Le single connait un certain succès, atteignant la trentième place des charts indépendants en Grande-Bretagne. Antonella Black, qui signe cette année-là quelques entretiens marquants et polémiques avec Nick Cave ou Morrissey, les rencontre pour Zig Zag chez eux, à Inkberrow (janvier 1985). Helen Fitzgerald les rencontre pour le Melody Maker (mars 1985). Un nouveau titre Maps in Her Wrist and Arms apparaît dans une compilation d'Abstract Magazine (Abstract Magazine Issue 5) accompagnée d'une interview.
Les frères Jones apparaissent dans ces premiers entretiens, calmes, posés, chaleureux et en retrait. Ils discutent du malentendu qui commence à s'installer autour de leur relation avec The Cure, de leur amour pour le Forever changes de Love, ou pour musique des Doors, de la lenteur de leur processus de création, et du sentiment d'être hors du temps et des modes, en vivant à la campagne. Celle-ci commence à être véritablement perçue comme une source d'inspiration, tant pour la musique, que pour les textes.

### DeVirus MeadowàFarewell to the Shade(1986–1991)
C'est avec leur second album, enregistré pendant l'hiver 1985-1986 qu'And Also The Trees affirme son style propre : l'usage de la guitare électrique comme une mandoline, une voix plus posée à mi chemin entre le spoken-word et le chant, une rythmique méditative et tenue qui garde la raideur du post-punk mais reprend certains éléments du jazz. Virus Meadow est en effet souvent considéré, avec le live The Evening of the 24th, l'album de la tournée qui suit, enregistré à La Dolce Vita, à Lausanne, comme leur chef-d'œuvre. Il contient de nombreux titres qui font aujourd'hui figure de classiques tels que Slow Pulse Boy, Virus Meadow, Gone... Like the Swallows, Vincent Craine, ou Maps in Her Wrists and Arms. La couverture de l'album représente une nature morte, une coupe de fruits posée sur un drap blanc (pomme, artichaut, grappe de raisin, oranges). And Also The Trees y développe un Romantisme noir, rural, lettré ( Hermann Hesse, D.H. Lawrence, Virginia Woolf, Thomas Hardy) et esthète avec ses références picturales (Pré-raphaélites, Henry Moore, J.M.W. Turner).
Les chroniques du Melody Maker, de Sounds et du NME sont très favorables : « Like a wolf in sheep’s clothes they disguise a malicious and grevious intent behind graceful mottos and motifs. Spectacular lyrical fables are spun through a maze of inticing pleasantery that inevitably explode without prior warning » écrit par exemple Richard North du NME, en 1985. Cet album est enfin l’occasion pour le groupe de tourner pour la première fois sur le continent, notamment en Suisse, en Hollande, en France (Rex Club à Paris) et en Italie, où la réception est plutôt chaleureuse.
En France, où le culte du groupe grandit, une subdivision du label New Rose, fondée par Louis Thévenon, Lively Art, propose à And Also the Trees de sortir sa première compilation. Il s'agit du 33 tour Et aussi les arbres. Celui-ci sort au début en juin 1987. Elle reçoit un écho favorable dans le journal Libération.
Durant toute cette période, les quatre membres d'And Also the Trees semblent vivre en autarcie dans leur petit hameau des Midlands. Le groupe se développe en dehors des scènes et des courants qui se forment aussi bien à Londres, à Liverpool ou à Manchester, que dans la ville voisine de Birmingham. Ils ne peuvent pas vraiment être rattachés à une scène particulière. Simon Huw Jones, Justin Jones, Steven Burrows et Nick Havas cultivent leur différence jusque dans les habits qu'ils portent et qui leur donnent l'air de jeunes dandy d'un autre siècle, comme en témoignent les séances photos prises dans le domaine de Witley Court, à l'époque de The Millpond Years, ou sur la couverture de Farewell to the Shade. Ils les trouvent souvent bradés dans les friperies des environs.
En quête d'un son plus orchestral et plus étoffé, And Also The Trees s'adjoint toutefois les services de Mark Tibenham pour l'enregistrement de Shaletown, le single qui sort en janvier 1988. Tibenham avait connu un succès important avec son groupe The Maisonnettes, notamment grâce à un single aux accents Motown, Heartache Avenue qu'il avait co-écrit avec Lol Mason en 1982. C’est un musicien expérimenté. Il assure les parties aux claviers sur les trois albums suivants : The Millpond Years, Farewell to The Shade et Green is The Sea. Les synthétiseurs d'arrangements (imitant vents, cordes, bruitages, voix) vont avoir tendance à prendre une place croissante dans la musique du groupe.
Si des références à Edgar Allan Poe émaillaient certaines chroniques de Virus Meadow - notamment celle d’Helen Fitzgerald pour le Melody Maker -, c'est sur The Millpond Years, paru en avril 1988, que le groupe s'essaie véritablement au genre du conte gothique avec notamment Simple Tom and the Ghost of Jenny Bailey, ou l'expressionniste Count Jefferey tandis que This Ship in Trouble qui décrit le sentiment de terreur des passagers d'un bateau à la dérive s'ouvre sur les résonances d'un glas funèbre. Ces quelques titres ainsi que les tenues vestimentaires d'un autre temps qu'ils portent sur scène et hors scène vont progressivement enfermer And Also The Trees dans le carcan de ces influences « gothiques », bien que leur musique ait peu à voir en réalité avec la scène initialement créée autour du club Batcave, et dominée à la fin des années 1980 par des groupes tels que Alien Sex Fiend, Christian Death, Dead Can Dance, Fields of the Nephilim ou The Sisters of Mercy. Ce discours sur le groupe atteint son paroxysme lors de la tournée américaine de 1991, alors que l'esthétique gothique semble bénéficier d'une certaine audience et des faveurs de la presse indépendante américaine. Pour marquer leur différence, Simon et Justin Jones pousseront le paradoxe jusqu'à dire à dans une interview pour un magazine de Cleveland qu'And Also the Trees est probablement le seul véritable groupe gothique au sens littéraire et esthétique du terme, déclaration qui n'était pas faite pour dissiper un malentendu durable.
L'imaginaire d'And Also the Trees est ancré dans les paysages du Worcestershire et l'histoire du lieu dans lequel ils ont grandi, ce qui d'une certaine manière peut les rapprocher d'un courant folk. La chanson Virus Meadow s'inspire à la fois d'un épisode historique, l'épidémie de peste noire qui ravagea la totalité du hameau où ils habitent au XVIIIe siècle, et d'une légende locale, La Légende des sept cloches d'argent. Le titre de l'album Farewell to the Shade fait quant à lui référence à un poète anglais du XVIIIe siècle, William Cowper, tout en étant un constat sur l'urbanisation galopante qui menace la physionomie de la campagne environnante. Si Simon Huw Jones veille toujours à laisser dans ses récits, ses descriptions, une part de mystère qui confère à l'ensemble une dimension évocatoire et volontiers polysémique, il n'est pas question de se couper du monde ou de s'enfermer dans un passéisme forcené.
Lors d'une interview pour la radio suisse Couleur 3, Simon Huw Jones répond au journaliste qui lui demande si le groupe parvient à vivre de sa musique : « Si vivre de sa musique signifie avoir de l'argent et être capable de faire une multitude de choses excitantes, alors la réponse est non. Mais si vivre signifie être en paix et en accord avec soi-même, alors oui. » Pourtant, la fin des années 1980 correspondra à une période de reconnaissance pour And Also the Trees.
Les sorties du single Shaletown, en 1987, et de l'album The Millpond Years en 1988 sont particulièrement bien accueillies par la presse. Le groupe reçoit notamment le soutien appuyé de Richard Dawes, plume éclectique qui pouvait s'enthousiasmer pour Run DMC, Public Ennemy, S'Express, Fugazi et And Also The Trees, et qui signait sous le pseudonyme Push pour le Melody Maker. L'enregistrement de la reprise de Cat Stevens, Lady D'Arbanville, est même envisagée comme un possible hit par le groupe et son label , et le clip réalisé en super 8 est parfois diffusé sur les chaînes musicales en France (M6). Le titre Prince Rupert tourne quant à lui en rotation sur la toute jeune radio rock Oui FM au moment de la sortie de Farewell to the Shade, leur quatrième album. Celui atteindra la huitième place du « chart des labels et des indépendants » édité par la Fnac, Europe 1 et Les Inrockuptibles, en décembre 1989, se classant entre le Here Today, Tomorrow Next Week des Sugarcubes et le Peace and Love des Pogues. Il en occupe toujours la dixième place, deux mois plus tard.
Lady D’Arbanville n’est toutefois pas le hit escompté. Son format inhabituel, sa théâtralité douloureuse, son absence de structure rythmique marquée font de cette reprise une ré-interprétation radicale. Enfin, le single sort en pleine affaire des Versets sataniques. Salman Rushdie fait l'objet d'une fatwa de l'ayatollah Khomeiny, et celui qui se fait appeler Yusuf Islam depuis sa conversion vient de se déclarer en faveur de cette condamnation, même s'il précisera plus tard ne pas soutenir l'appel à l'assassinat. L'hommage à Cat Stevens ne semble pas particulièrement opportun.
Cela n'empêche pas la tournée qui accompagne Farewell to the Shade de permettre au groupe de mesurer sa popularité grandissante avec un concert parisien au Bataclan, le 13 novembre 1989, dont même la presse anglaise se fait l'écho. Cette tournée se poursuit jusqu'en 1991, année durant laquelle And Also the Trees s'embarque pour une tournée américaine, sur la côte-est. Ils visiteront les villes d'Hoboken, Washington D.C., Cleveland, Chicago, Détroit, Pittsburgh, New York, Philadelphie, Baltimore ou Boston, soutenus par le réseau des radios universitaires, et un single remixé par Robert Smith et Mark Saunders, The Pear Tree, qui sort pour le marché américain.

### DeGreen is the SeaàSilver Soul(1992–1999)
Après Green is the Sea (1992), premier album enregistré pour le label allemand Normal, le groupe craignant de devenir une caricature de lui-même et de se figer dans un son, se défait de l'un de ses collaborateurs, Mark Tibenham, et part en quête d'un second souffle.
Il le trouve du côté d'une Amérique essentiellement fantasmée mais pas uniquement puisque la sœur des Jones habite en Californie où elle travaille en tant qu'instructrice d'équitation. L'Amérique d'And Also the Trees sera toutefois celle du cinéma hollywoodien des années 1950 mais aussi de David Lynch (Highway 4287), des toiles de Edward Hopper, des romans de Scott Fitzgerald que Simon Huw Jones lit beaucoup à cette époque, du surf rock à la Dick Dale, des bandes originales d'Ennio Morricone qui inspirèrent à la même époque des artistes tels que Chris Isaak, Nick Cave, Calexico ou les Tindersticks.
C'est cette veine que viendront explorer des albums comme The Klaxon (1993), et plus encore, Angelfish (1996) ou Silver Soul (1998). Des femmes fatales façon pin-ups de couvertures de romans Pulp ou de jeux de cartes ornent les couvertures des deux derniers albums. Une partie du public est désorientée. En France, la presse généraliste se désintéresse du groupe. À l'instar de groupes comme Gallon Drunk, que Justin Jones apprécie, And Also the Trees semble à rebours des tendances dominantes, particulièrement à une époque où la vague déferlante de la Brit Pop et de l'anglo-centrisme est à son sommet, en Grande-Bretagne.
Pourtant, il semble aujourd'hui difficile d'affirmer que And Also the Trees se soit véritablement perdu sur ces albums : Paradiso, Dialogue ou Missing s'imposent comme des titres importants de leur carrière. Missing qui n'a presque jamais été jouée sur scène pendant la tournée de Angelfish fait une apparition remarquée dans les setlists depuis 2013, au point de donner son titre à la captation vidéo d'un concert enregistré à Mâcon, en France. Elle est particulièrement plébiscitée lors des concerts, et ce malgré un format relativement atypique .
C'est aussi durant cette période que le groupe éclate géographiquement : Simon Huw Jones déménage en Suisse fonder une famille, Steven Burrows et Nick Havas s'installent à Londres.
Seul Justin Jones reste à Inkberrow. Il enregistre pour China Records un album sous le nom de G.O.L. (Gods of Luxury), un projet qu'il réalise avec Mark Tibenham et la chanteuse Antonia Reiner. Un album, Sensations of Tone, qui comporte une reprise de There were no Bounds, voit le jour en 1995, ainsi qu'un single Soma Holiday. Les paroles en sont inspirées du Meilleur des mondes d'Aldous Huxley ; le soma étant, dans le roman dystopique, une drogue apportant une sensation de bonheur artificiel, utilisé à des fins politiques car annihilant tout projet de résistance, tout sentiment d'insatisfaction, toute quête de sens à son existence. Un autre titre, Angelica In Delirium, reprend des extraits du Cantique des Cantiques. La musique associe à la guitar de Jones des éléments de dance music, de dub et de chill et fait usage de nombreux samples.
En 1998, Nick Havas quitte le groupe après la tournée qui accompagne la sortie de Angelfish. C'est Paul Hill qui assurera l'essentiel de la batterie sur les sessions de l'album suivant, Silver Soul. Silver Soul est le premier album à sortir sur le label du groupe, sobrement appelé AATT. Il est produit par Justin Jones. Pour la première fois depuis 1989, le groupe accompagne la sortie de l'album d'un CD single, Nailed, et d'un clip autoproduit.
A cette époque, le groupe s'adjoint sur scène les services d'Emer Brizzolara (mélodica, percussions, guitare, clavier) ou de Dale Hodginson (tournée Silver Soul).
Après la tournée de Silver Soul, le groupe s'offre une rétrospective vidéo And Also The Trees Live 89-98 qui regroupe des extraits de prestations scéniques enregistrées à Lyon (1989), Chicago (1991), Grenoble (1992), Paris (1996) et Dortmund (1998), qui sont autant de témoignages de la trajectoire de la décennie passée.
And Also the Trees s'accorde alors une retraite temporaire qui coïncide avec la mise en vente de la maison de la famille Jones à Inkberrow, dans laquelle le groupe avait grandi. Le lieu de répétition du groupe et d'enregistrement, qu'ils appelaient The Dairy, était en effet un bâtiment de la maison familiale. Le groupe semble momentanément perdre sa raison d'être. Personne ne peut dire à l'époque si cette rupture est définitive.

### Further from the Truthet(Listen for) The Rag and Bone Man(2003–2008)
La meilleure preuve du caractère presque naturel de l'évolution que le groupe a amorcé avec les années 1990 est finalement apportée par Further from the Truth, l'album enregistré en 2003 dans un pensionnat de jeune fille abandonné, appelé The Grove, quatre années après l'album précédent. Celui-ci bénéficie d'une approche plus directe et plus live que ses prédécesseurs, qui ployaient parfois sous le poids des machines et des références. Recentré autour du trio, guitare, basse, batterie, il aura le mérite de montrer que les deux faces du groupe ne sont pas inconciliables. Tandis que des titres comme The Untangled Man et son final épique ou The Reply ou Feeling Fine raccordent le groupe à son passé cold wave, Genevieve ou He Walked through the Dew témoignent d'une approche plus soul et jazz. Paul Hill participe à l'écriture des morceaux et leur insuffle une nouvelle dynamique. C'est sur cet album qu'And Also The Trees commence sa collaboration avec l'ingénieur du son Matthew Devenish. Celui-ci a travaillé avec des artistes tels que Aphex Twin, Nigel Kennedy, Vincent Gallo, Sean Lennon, ou Lydia Lunch. Il travaille sur tous les albums du groupe et les tournées qui suivent.
Sur scène, Emer Brizzolara fait son retour aux claviers et aux percussions. Elle devient par la suite un membre permanent.
En 2004, Steven Burrows part aux États-Unis et s'installe en Floride avec sa famille. Le 9 mai 2004, And Also The Trees  se produit à Athènes avec le bassiste, Ian Jenkins, surnommé Eza. Le choix de Ian Jenkins est suggéré par Matthew Devenish. Les deux hommes sont amis de longue date et possèdent leurs propres projets musicaux (Celluloid).
En 2006, And Also the Trees fête les 25 ans de son premier enregistrement en sortant la compilation 1980-2005.
En novembre de la même année, le projet solo de Simon Huw Jones et du batteur de The Young Gods, Bernard Trontin, voit le jour sur le petit label suisse Shayo. Il s'appelle November. Les deux hommes se sont rencontrés à Genève par l'intermédiaire du disquaire Sounds Disques qui borde La Plaine de Plainpalais. C'est sur une toile de fond mouvante, évoluant entre ambient et electro, que la voix de Jones se pose. Cet album, décrit comme une sorte de rêve éveillé, privilégie une approche atmosphérique sans pour autant négliger une approche plus mélodique (Day of Spring, The Stairwell ou Melancholy Jane). Il comporte notamment une lecture d'un extrait de Au-dessous du volcan (Under the Vulcano), le roman de Malcolm Lowry, The Consul's Vision.
And Also the Trees sort son dixième album studio le 12 novembre 2007. Il a pour titre (Listen for) The Rag and Bone Man. Les visuels de l'album sont réalisés par le photographe français Jérôme Sevrette. (Listen for) the Rag and Bone man est enregistré au Hellens Manor, dans le Herefordshire et à Oxford Chapel House, à Londres. Ian Jenkins fait entrer la contrebasse dans l'univers d'And Also The Trees et participe à l'écriture des morceaux. Présenté comme l'album de la maturité, il contient notamment la réécriture d'un passage de Le Bruit et la Fureur de William Faulkner, une rêverie sur le personnage de Candace et l'odeur du chèvrefeuille (Candace) et l'évocation d'une légende locale (Mucklow). Le groupe semble prendre une orientation plus acoustique. En dehors de la guitare électrique de Justin Jones, l'instrumentation fait une belle part à un orgue, un piano, une contrebasse, du zither et à de l'accordéon. Avec Rive droite, le groupe traduit à sa manière quelque chose de son admiration pour le Vesoul de Jacques Brel tandis que The Legend of Mucklow est volontiers comparée aux albums récents de Scott Walker.

### When The Rains ComeetHunter Not the Hunted(2009–2015)
Cette orientation est confirmée par l'enregistrement d'un album totalement acoustique et sans batterie, sorti le 10 juin 2009, When the Rains Come. Il est composé de 14 titres, 13 anciens et un inédit qui donne son titre à l'album et sur lequel le groupe travaillait déjà pendant les sessions de l'album précédent. L'album par ses choix instrumentaux (guitare, dulcimer, accordéon, contrebasse pincée ou jouée à l'archet), et ses conditions d'enregistrement (5 jours), propose une véritable relecture du catalogue du groupe, incluant des classiques (Virus Meadow, Vincent Craine, A Room Lives in Lucy, Dialogue), des titres de (Listen for) The Rag and Bone man (Candace, Mary of the Woods, Stay away from the Accordion Girl), et d'autres restés ces dernières années plus confidentiels et auquel le groupe souhaitait donner une seconde chance (Jacob Fleet, Fighting in a Lighthouse ou Mermen of the Lea). Dans un article pour l'hebdomadaire Les Inrockuptibles, Richard Robert le décrit comme : « un disque d'une épatante sobriété », « l'enfant épanoui de Scott Walker (...) et des esprits les plus libres du Brit-folk (Davy Graham pour les libres figures guitaristiques, Richard Thompson pour l'intensité expressive). »
Après une courte tournée d'été accompagnant la sortie de l'album qui a vu notamment And Also the Trees se produire dans des lieux intimistes à Paris (pour deux soirées au Lavoir Moderne Parisien) mais aussi à Bruxelles, et à Genève, le groupe enchaîne une nouvelle tournée européenne à l'automne 2009 et durant l'été 2010 qui les voit notamment invités à jouer dans le cadre de l'exposition et d'une installation de John Bock à Berlin ou au festival acoustique de Sesto al Reghena (Italie), où ils partagent l'affiche avec Badly Drawn Boy et les Tindersticks.
En effet, le 9 juillet 2010, ils se produisent au Temporäre Kunsthalle de Berlin invités par le plasticien John Bock, dans le cadre de son exposition, FischGrätenMelkStand. Cette exposition inclut un certain nombre d'objets en rapport avec And Also the Trees : la guitare rouge Hofner de Justin Jones, une vidéo de Slow Pulse Boy tournée par La Blogothèque en 2007 à la Maroquinerie, à Paris, et quelques photos prises par Simon Huw Jones. Ces objets sont exposés dans l'une des salles de l'exposition, intitulée Virus Meadow.
De son côté, Justin Jones est invité à jouer sur Impermanence, l'album d'Othon Mataragas qui paraît en novembre 2011. C'est sa guitare que l'on peut entendre sur la chanson-titre, chantée par Marc Almond. Jones et Almond se rencontrent sur scène à l'occasion du concert qu'Othon Matragas donne le 28 novembre 2011, au Chelsea Theatre.
Le mini-album acoustique de 7 titres, Driftwood, présenté à l'automne 2011, à l'occasion d'une nouvelle tournée électrique en Allemagne et en Autriche, est un témoignage studio des tournées acoustiques précédentes, And Also the Trees, proposant au fils des dates des versions acoustiques d'autres morceaux de leur catalogue tels que The Suffering of the Stream, Macbeth's Head ou The Secret Sea. Il vient compléter When The Rains Come, avec L'EP paru plus tôt pour Les Disques du 7ème Ciel, et achève ce travail de relecture acoustique de leur répertoire.
L'influence de cette approche acoustique du son se ressent dans l'album, Hunter Not the Hunted, qui paraît en mars 2012. Le groupe revient à une structure classique (électricité et batterie de Paul Hill) mais les titres de l'album sont joués sur un tempo plutôt lent, à l'exception des deux derniers titres Angel, Devil, Man and Beast et The Floating Man. Décrit par Justin Jones comme « un album exigeant », Hunter Not the Hunted est marqué par un travail sur les atmosphères, l'espace et sur le temps. La contrebasse de Ian Jenkins et le dulcimer de Emer Brizzolara confèrent à cet album une importante part de sa délicatesse. Simon Huw Jones déclare de son côté avoir été influencé par les paysages de la côte est de l'Angleterre, espace fantasmé et connu par ses lectures de W.G. Sebald, Robert MacFarlane ou d'un naturaliste comme Mark Cocker. Les animaux et les plantes envahissent les chansons, tandis que l'omniprésence de l'élément aquatique (The Woman on the Estuary, Bloodline) trouve son pendant dans la marine que le peintre danois, Ulrick Møller, réalise pour la couverture de l'album. And Also the Trees est l'objet d'un article dans l'édition française de Rolling Stone. La parution de Hunter Not the Hunted est suivie d'une tournée de 17 dates en France, Autriche, Danemark, Allemagne et Italie.
Entre 2012 et 2015, le groupe tourne très régulièrement en Europe, mais aussi au Japon où il se rend pour la première fois, pour deux dates à Tokyo, où ils possèdent un public depuis 1989. Ils se rendent également pour la première fois à Odessa (Ukraine), Alba Iulia (Roumanie) ou au Skinderiškis Dendrology Park (Lituanie).
Le 7, le 8 et le 9 décembre 2012, Simon Huw Jones se produit à l'opéra de Rennes dans le cadre des Transmusicales. Il assure la voix de la version électrique pour 17 guitares du triptyque d'Olivier Mellano, How We Tried a New Combination of Notes to Show The Invisible or Even Embrace of Eternity, paru en 2012 chez Naïve. Le projet a demandé une longue préparation. Simon Huw Jones y chante en hébreu, en grec, en anglais et en italien (From Original Chaos to Euphoric Army Self-Organized Notes), en français (From the Sea Made by Strings to an Inside Ocean), en finnois et en russe (From the Darkest Point to the Brightest Minds). C'est aussi à l'occasion de l'enregistrement de cet album que Simon Huw Jones rencontrera le photographe Richard Dumas.
Le 20 septembre 2013, Justin Jones entre en studio avec Marc Almond et Carl Barat pour assurer les parties de guitare de la chanson Love is Not on Trial. Cette chanson se retrouve sur l'album de Marc Almond intitulé The Dancing Marquis. Elle est composée par Barat.
Simon et Justin Jones commencent également à se produire en duo sous le nom Brothers of the Trees, projet plus confidentiel qui laisse une part plus grande à l'improvisation et permet à certains morceaux de connaître une nouvelle vie sur scène : L'Unica Strada, Blind Opera, Talk Without Words/Gone... Like the Swallows, My Face is here in the Wild Fire ou Wooden Leg etc. La première de cette série de concerts a lieu a Vevey, au studio 106, le 15 décembre 2013. Elle se poursuivra à Leipzig, au festival WGT, en mai 2015 et se prolonge au fil des années jusqu'à influencer la conception de l'album Mother-of-pearl Moon.
En décembre 2014, And Also the Trees est invité à faire la première partie des « Christmas shows » que The Cure donne au Eventim Apollo de Londres, pour trois soirées. Robert Smith qui suit toujours la carrière du groupe y voit une manière de célébrer les 30 ans des concerts donnés par les deux groupes en 1984, alors que la salle s'appelait le Hammersmith Odeon, et que les deux groupes s'y produisaient dans le même ordre. La setlist d'And Also the Trees restera néanmoins concentrée sur les derniers albums du groupe (Listen for the Rag and Bone Man et surtout Hunter Not the Hunted), exceptions faites des habituels Slow Pulse Boy, A Room lives in Lucy ou Virus Meadow.
Le groupe célèbrera ses 35 ans de carrière, le 24 avril 2015, à Londres, avec en première partie The Cesarians, avant de s'embarquer pour Tokyo.

### Born into the Waves(2015-2019).
La période qui s'ouvre est une période de transition. And Also the Trees passe l'année 2015 à préparer l'enregistrement d'un nouvel album à Londres, à Hellens Manor, et en Bourgogne. Le bassiste Ian Jenkins s'apprête à quitter le groupe pour des raisons de santé. Il participe néanmoins à la quasi-totalité des sessions du futur disque. Seul le morceau Boden crédite à la basse Grant Gordon, un musicien connu entre autres pour avoir joué dans The Divine Comedy (Casanova). Justin Jones demande également au français Colin Ozanne de jouer de la clarinette sur l'ultime morceau de l'album The Skeins of Love et sur Winter Sea. The Bells of St Christopher est enregistrée en une seule prise par les frères Jones, Simon Huw Jones enregistrant sans filets un texte qu'il improvise au fur et à mesure qu'il découvre la musique. Naito-Shinjuku porte le nom d'un quartier de Tokyo dans lequel le groupe a séjourné. C'est une pièce instrumentale marquée par de petites percussions que Paul Hill a construites et accordées lui-même. C'est aussi à cette période que Justin Jones et Simon Huw Jones se lient avec les membres du groupe australien A Dead Forest Index signé sur leabel Pop Noire, fondé par Jehnny Beth (Savages). C'est la voix du chanteur Adam Sherry que l'on peut entendre sur Seasons and the Storm.
Born into the Waves parait finalement sous formats CD et vinyle, le 18 mars 2016. Le groupe explique à sa sortie que l'album serait né en partie des voyages que le groupe a effectué en Roumanie, en Lituanie, en Ukraine et au Japon . Les thématiques entrelacées du voyage et du sentiment amoureux, envisagé sous tous ses aspects, donnent une couleur particulière à l'album tandis que musicalement, Born Into The Waves redonne aux guitares une place prépondérante. La sortie de l'album est précédée de la mise en ligne d'une vidéo pour le titre d'ouverture Your Guess. L'illustration de la pochette est réalisée par une jeune artiste néerlandaise, Anouk de Groot. L'album est salué par la presse (New Noise, Les Inrockuptibles ou Le Figaro).
La tournée européenne voit le groupe se produire dans un line-up différent des tournées précédentes. Grant Gordon tient la basse. Colin Ozanne seconde Justin Jones à la guitare, assure les parties de claviers et de clarinette.
En 2019, Simon Huw Jones et Bernard Trontin donnent une suite au projet November, en sortant 2nd. Ce nouvel album composé de 10 titres utilise pour visuels des tableaux-paysages d'Ulrik Møller datant de 2013 et de 2015. Møller réalise également la vidéo qui accompagne la chanson Midnight Rain. Dans une veine musicale très proche du premier November, notamment pour sa composante aquatique, cet album utilise toutefois davantage d'instruments acoustiques. Plusieurs titres sont construits autour d'une mélodie jouée au Hang (Drifters, East Wind, The Wrong Way Home), tandis que la violoncelliste Sarah Oswald intervient sur Run With The Deer et Beowa. Sur Beowa, Simon Huw Jones laisse transparaître pour la première fois quelque chose de son admiration pour le chanteur noir américain, Paul Robeson. L'album, sorti le 22 mars, est bien accueilli dans les revues New Noise et Persona .

### The Bone Carver et Mother-of-pearl Moon(2019-2024).
C'est à partir de 2019 que le groupe se lance dans la réédition de ses premiers albums : le premier ressort à l'été 2020, le second à l'automne 2021, tous deux dans des versions augmentées. Le live The Evening of the 24th, qui parait cette fois-ci dans sa quasi intégralité et avec un ordre des morceaux différent, plus proche de la setlist originale, reparait à l'été 2023.
Un morceau intitulé Gentle Trap, composé par le nouveau line up, est entendu pour la première fois au concert donné le 23 novembre 2019, à Cognac. Il devient peu de temps après A Bed In Yugoslavia, morceau choisi pour annoncer la sortie du prochain album The Bone Carver. Celui-ci parait le 9 septembre 2022. Justin Jones évoque dans le magazine Persona l'influence souterraine du Vorticisme, mouvement anglais contemporain de la création de la Yougoslavie, derrière des titres comme Beyond Action And Reaction ou Enemy Of The Stars (titre de travail de Another Time Another Place). D'autres influences venues d'Europe centrale, musicales celles-ci, se font entendre notamment dans le jeu de clarinette d'Ozanne sur le titre The Book Burners. Les frères Jones évoquent régulièrement le désir de rompre avec l'expérience acoustique, et de ramener la musique d'And Also The Trees vers des territoires à haute intensité. Le tempo du disque s'en trouve plus relevé.  Sur le nouvel album, l'instrumentarium d'And Also The Trees s'enrichit d'un nouvel instrument : une guitare baryton dont on peut entendre les notes saturées en ouverture de Beyond Action and Reaction. The Bone Carver fait l'objet d'une tournée européenne qui commence le 15 septembre au Botanique, à Bruxelles, passera par le Lexington, à Londres, en novembre, et amènera le groupe à se produire pour la première fois en Espagne (Barcelone et Madrid) en mars 2023.
Tandis qu'And Also the Trees met la touche finale à The Bone Carver, Justin Jones et Simon Huw Jones travaillent sur un ensemble de titres issus de sessions de travail que Justin Jones a menées pendant un mois de l'année 2020, seul. Les morceaux sont nés d'improvisations enregistrées à l'aube ou tard dans la nuit. Ils les destinent d'abord à une parution sous le nom Brother Of The Trees car la méthode de travail diffère, les deux frères ne fixant aux morceaux aucune limite de durée et de structure. Les contributions progressives de Colin Ozanne, notamment au piano, et de Paul Hill (Town Square, The Whaler, Visions of A Stray) les amène à envisager ce disque comme un disque d'And Also The Trees, et c'est ainsi que paraît Mother-of-pearl Moon, en février 2024. L'album contient trois morceaux instrumentaux. Le groupe y développe une veine plus atmosphérique, introspective et expérimentale, très différente de l'album précédent, et plus  proche du son de Hunter Not The Hunted. Il est annoncé par une vidéo de This Path Through The Meadow, qui voit le groupe jouer devant des images d'archive projetées d'une danse paysanne filmée en noir et blanc, en Pologne. " Ce que le disque raconte n’est pas résumable et encore moins dicible. Ou alors, il faudrait savoir traduire une impression, une forme d’abstraction, l’émergence d’un soupçon d'idée, l’austérité de la sagesse de celui qui a tout perdu et qui a tout trouvé" peut-on lire sur Magic dans l'une des nombreuses chroniques qui paraissent et qui célèbrent un disque aventureux et un groupe au sommet de son art. Le morceau "Valdrada" poursuit l'une des rêveries urbaines d'Italo Calvino engagée dans Les Villes invisibles. Le groupe obtient à cette occasion son premier article pour l'édition française du Harper's Bazaar .
And Also the Trees s'embarque pour une tournée au printemps et à l'automne 2024 (Angleterre, France, Belgique, Allemagne, Pays-Bas, Danemark). Le concert qui se tient au Cinetol à Amsterdam, le 26 octobre 2024 est marqué par la participation de l'altiste, Donna McKevitt. 
L'année 2024 est enfin marquée par la participation de Simon Huw Jones à l'album remarqué de la violoniste et compositrice belge Catherine Graindorge, Songs for the Dead. On y retrouve la voix du chanteur d'And Also the Trees sur Eurydice, Orpheus Head, This is a Dream et Time is broken. Iggy Pop sélectionne Eurydice, dans son émission du 13 octobre 2024, Iggy Confidential sur BBC Radio 6 Music. Il y fait notamment l'éloge du phrasé du chanteur ("A very very beautiful piece called Eurydice by Catherine Graindorge (...). The spoken word on it which I really like is performed by Simon Huw Jones from the band And Also the Trees").

## Membres

### Membres actuels
- Simon Huw Jones - chant (depuis 1979)
- Justin Jones – guitare (depuis 1979)
- Paul Hill – batterie (depuis 1998)
- Colin Ozanne - claviers, clarinette, guitare (depuis 2015)
- Grant Gordon - basse (depuis 2015)

### Anciens membres
- Graham Havas – basse (1979-1983)
- Nick Havas – batterie (1979-1997)
- Mark Tibenham - claviers (1988-1992)
- William Waghorn - trompette (1994-1998)
- Steven Burrows – basse (1983-2004)
- Dale Hodginson - claviers (1998)
- Ian Jenkins – basse, contrebasse (2004-2015)
- Emer Brizzolara - claviers, dulcimer, melodica (1996-2015)

## Discographie

### Albums studio
- 1984 - And Also the Trees
- 1986 - Virus Meadow
- 1988 - The Millpond Years
- 1989 - Farewell to the Shade
- 1992 - Green is the Sea
- 1993 - The Klaxon
- 1996 - Angelfish
- 1998 - Silver Soul
- 2003 - Further from the Truth
- 2007 - (Listen for) the Rag and Bone Man
- 2009 - When the Rains come
- 2011 - Driftwood
- 2012 - Hunter Not the Hunted
- 2016 - Born into the Waves
- 2022 - The Bone Carver
- 2024 - Mother-of-pearl Moon

### Singles et EP
- 1983 : Shantell / Wallpaper Dying (7")
- 1984 : The Secret Sea / There were no Bounds  (7"/12")
- 1986 : A Room Lives in Lucy / There was a Man of double Deed / Scarlet Arch (7"/12")
- 1987 : The Critical Distance / Scythe and Spade / The Renegade  (12")
- 1987 : Shaletown / Needle Street / L'Unica Strada  (7"/12")
- 1988 : House of the Heart / Anchor Yard / Count Jefferey (the 1st)  (7'/12'/CD)
- 1989 : Lady D'Arbanville / The Harp / The Street Organ  (7"/12"/CD)
- 1989 : Misfortunes/ Belief In The Rose (instrumental) (7")
- 1991 : The Pear Tree (12")
- 1998 : Nailed / Ill Omen / The Great Alone (CD)
- 2009 : And Also the Trees Acoustic Ep :Stay away from the Accordion Girl / Shantell /The Street organ / Feeling fine  (10"/CD/édition très limitée)
- 2014 : And Also The Trees EP : The Legend of Mucklow / Missing / The Obvious/  The Untangled man (versions d'origine) (12" vinyle limité)

### Albums live et compilations
- 1986 : A Retrospective 1983-86'
- 1987 : Et aussi les Arbres
- 1987 : The Evening of the 24th (live) (réédition CD, 1991 + 1 Titre : The Renegade)
- 1990 : Boxed Set (Coffret de singles)
- 1992 : Le Bataclan (live)
- 1994 : From Horizon to Horizon
- 2006 : 1980-2005 (compilation)

## Vidéographie
- Bielefed PC69 May 1st 1992, (VHS) (1994)
- Hamburg Markthalle 1994, (VHS) (1994)
- And Also The Trees Live 89-98, (VHS) (1998)
- Live in Geneva, (DVD) (2006)
- Missing in Mâcon (concert en ligne) (2013)
- Maësharn (documentaire en ligne) (2017)
- Slow Pulse Boys, The Story of And Also The Trees, un film documentaire réalisé par Sébastien Faits-Divers et Alexandre François (DVD/FD productions/2h36) (2024).